# Klasztor Tenshien
Klasztor Tenshien (jap. 天使園 Tenshi-en; dosł. Anielski Ogród) lub pełna nazwa: Klasztor trapistek p.w. Matki Bożej Anielskiej (jap. 天使の聖母トラピスチヌ修道院 Tenshi no seibo torapisuchinu shūdōin) – klasztor trapistek w Hakodate, w Japonii, na wyspie Hokkaido. Jest to pierwszy klasztor katolicki, jaki powstał w tym kraju.

## Historia
Na prośbę miejscowej parafii klasztor został założony przez osiem francuskich zakonnic w 1898 na przedmieściach Hakodate na Hokkaido. Zakonnice pochodziły z klasztoru trapistek w Ubexy koło Nancy, a do Japonii skierował je biskup z Towarzystwa Misji Zagranicznych w Paryżu. 
Klasztor został odbudowany po dwóch pożarach w 1925 i 1941. Główny budynek ceglany powstał w 1905 w stylu neoromańskim i neogotyckim. 
W 1932 mieszkało w nim ok. 100 zakonnic, obecnie ok. 80. 
W klasztorze działała placówka opiekuńcza dla dzieci, produkowane były wyroby mleczarskie i cukiernicze. Jest obecnie miejscem pobytów rekolekcyjnych i wypoczynkowych. Znajduje się tu także sklep i muzeum. Klasztor otacza rozległy ogród japoński, w którym znajdują się posągi świętych francuskich.
Duchowość trapistów popularyzował w Japonii poeta i eseista Rofū Miki (1889–1964).

## Galeria

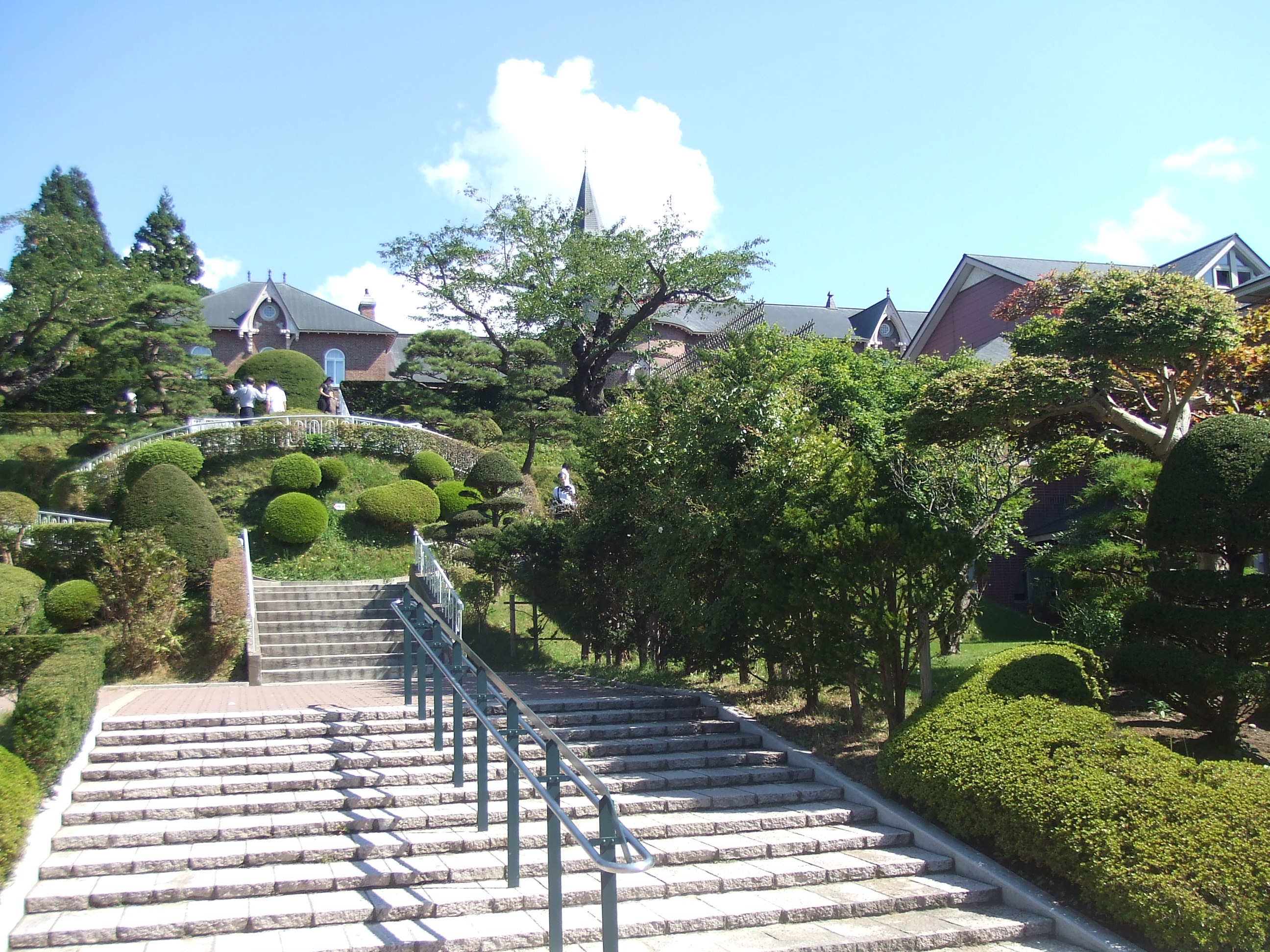
Ogród klasztorny
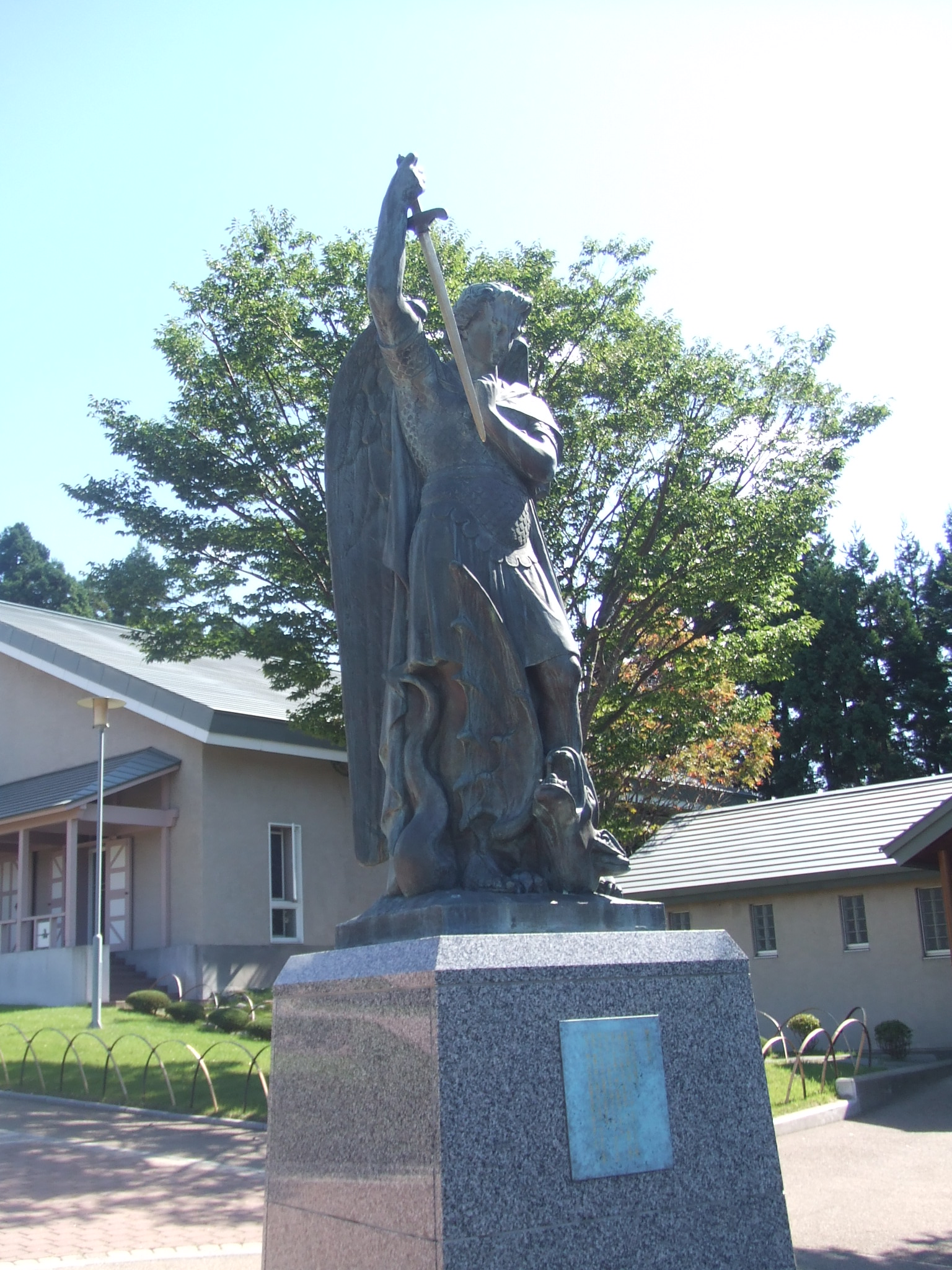
Pomnik Archanioła Michała przy klasztorze
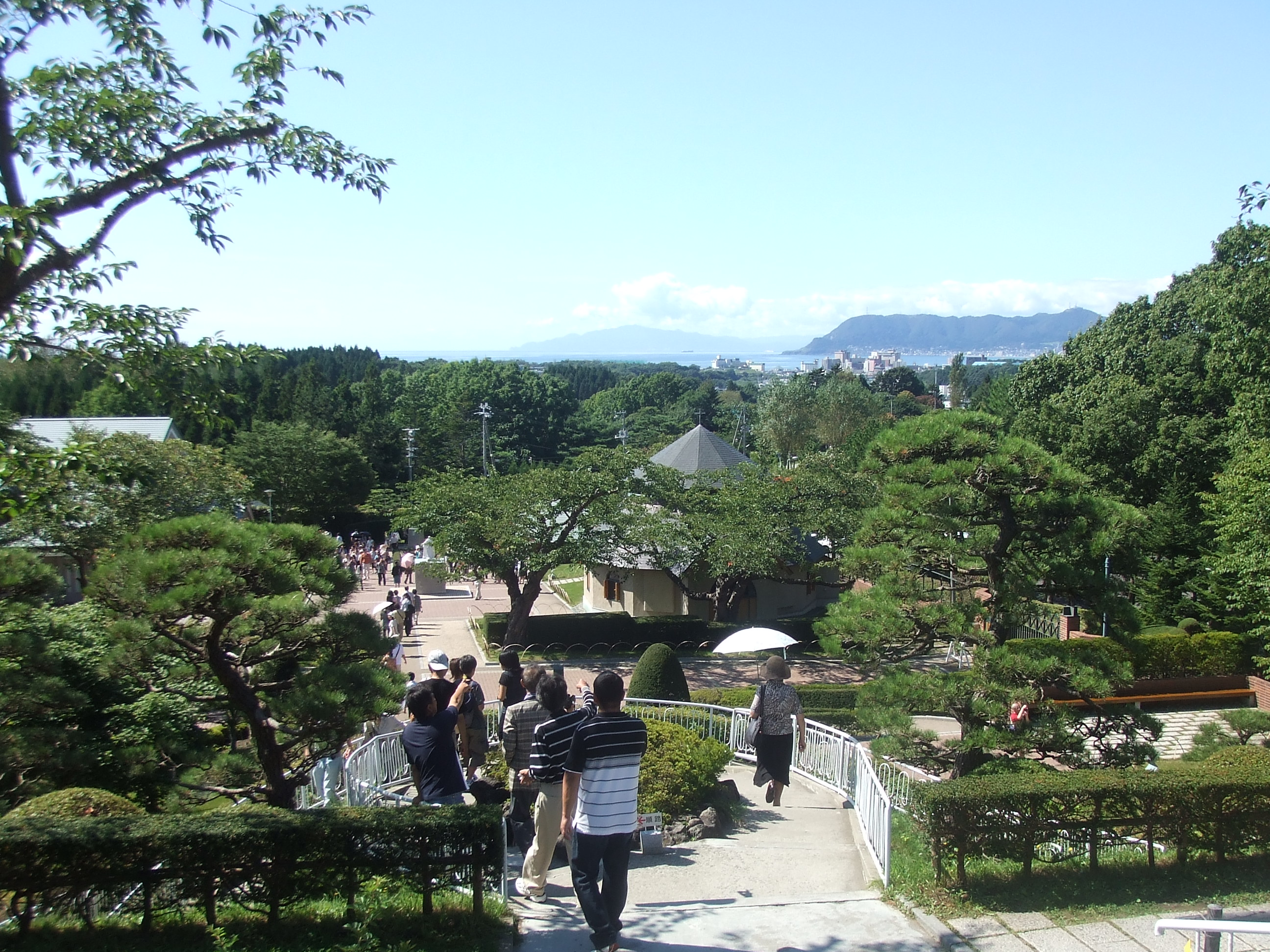
Ogród klasztorny